# سباستین بازین
سباستین بازین، (به فرانسوی: Sébastien Bazin) (زاده ۹ نوامبر ۱۹۶۱) کارآفرین، بازرگان و مدیر ارشد اجرایی فرانسوی است، که در حال حاضر به‌عنوان مدیر عامل اجرایی و رییس هیئت مدیره شرکت آکور فعالیت می‌کند.